# Boeing B-29 Superfortress
El Boeing B-29 Superfortress fue un bombardero pesado cuatrimotor de hélice empleado principalmente por Estados Unidos en la última parte de la Segunda Guerra Mundial y en la guerra de Corea; permaneció en servicio en varias funciones durante los 50. La Real Fuerza Aérea Británica utilizó el B-29 bajo la designación Washington, y la Unión Soviética construyó una copia sin licencia con el nombre de Tupolev Tu-4. El apodo Superfortress deriva de su bien conocido predecesor, el B-17 Flying Fortress. El diseño del B-29 dio lugar a una serie de bombarderos, aviones de reconocimiento, entrenadores y aviones cisterna fabricados por Boeing, incluyendo la variante actualizada B-50 Superfortress. A continuación, sería sustituido por los modelos a reacción B-47 Stratojet y B-52 Stratofortress.
El B-29 fue uno de los aviones de mayores dimensiones que entraron en servicio durante la Segunda Guerra Mundial. Avanzado para su época, incluía características como una cabina presurizada, un sistema de control de tiro electrónico y torretas de ametralladoras controladas remotamente. Aunque fue diseñado como bombardero diurno de gran altura, en la práctica lo que más realizó fueron misiones de bombardero nocturno con bombas incendiarias.[cita requerida] Fue el principal avión de la campaña estadounidense de bombardero incendiario contra el Imperio del Japón en los últimos meses de la Segunda Guerra Mundial, y lanzó las bombas atómicas que destruyeron las ciudades japonesas de Hiroshima y Nagasaki. A diferencia de muchos otros bombarderos de la época de la Segunda Guerra Mundial, el B-29 continuó en servicio muchos años después del final de la guerra, incluso siendo empleados algunos ejemplares por la compañía Stratovision para emitir señal de televisión desde el aire. El modelo fue retirado finalmente a principios de los 60, con un total de 3970 aparatos fabricados.

## Desarrollo

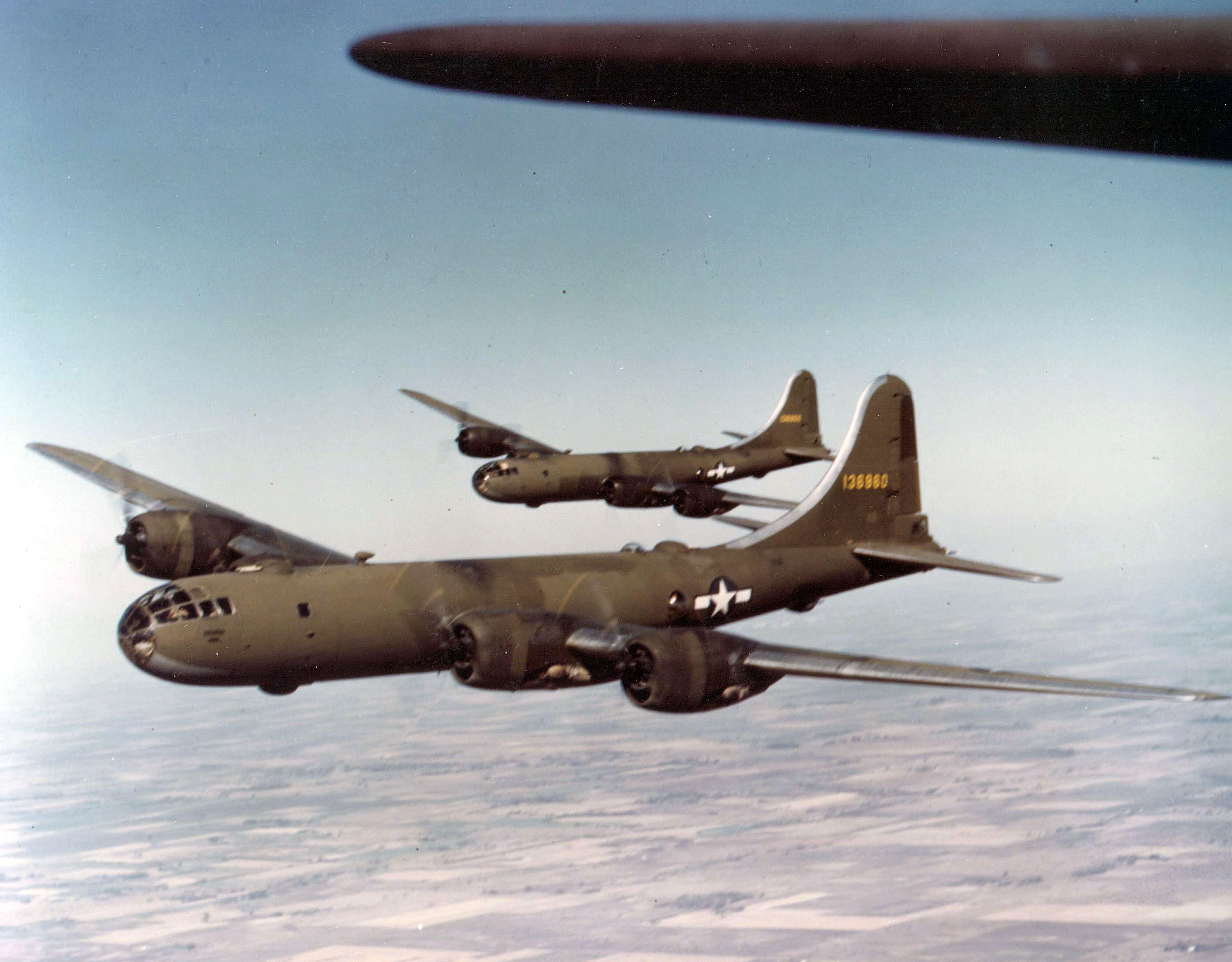
Prototipos YB-29 Superfortress.

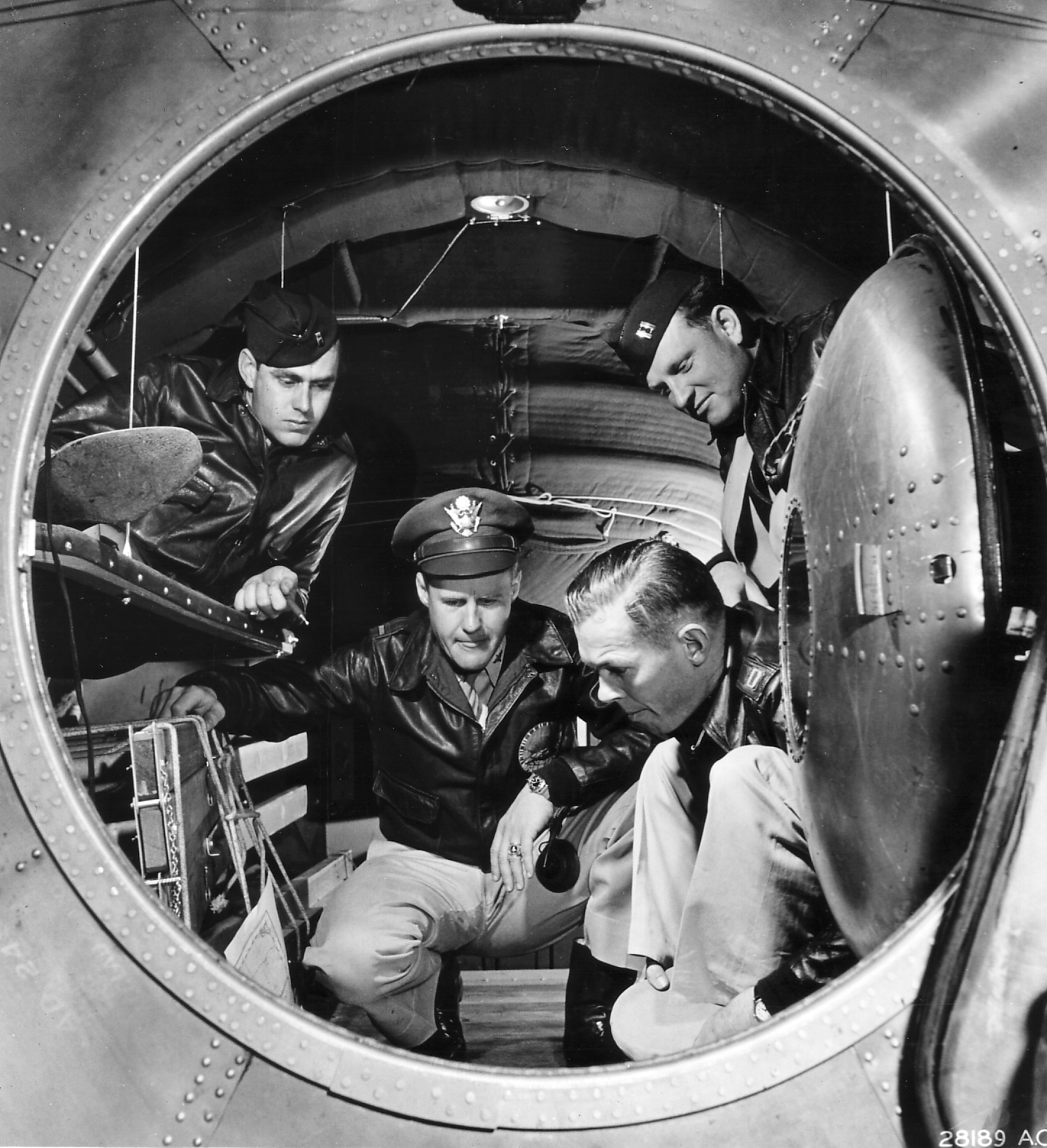
Interior de la cabina presurizada trasera de un B-29. Junio de 1944.

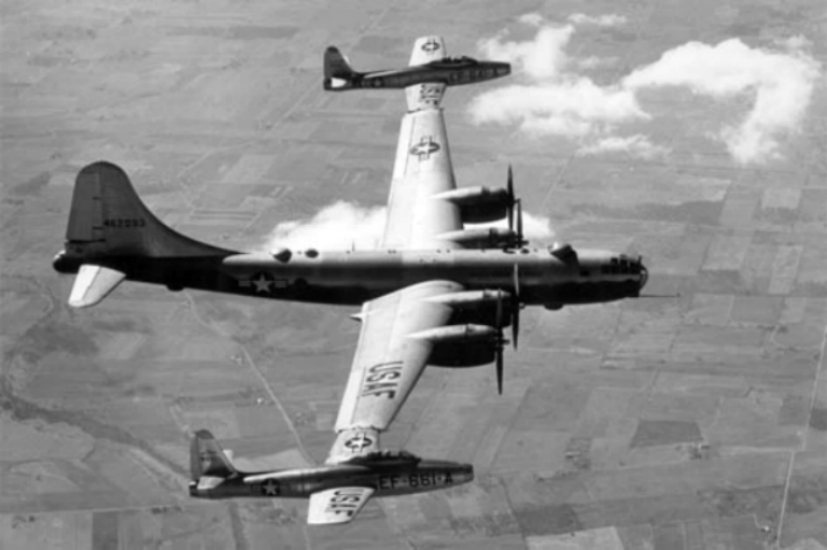
Proyecto Tom Tom, en el que transporta dos cazas parásito F-84 en sus alas.

Boeing llevaba mucho tiempo planeando desarrollar un bombardero de largo alcance. Desde 1938 quería conseguir un proyecto de avión más ambicioso que ninguno de los ya construidos; de hecho, ya contaba con experiencia en el diseño y construcción de aeronaves gigantes: su proyecto Boeing XB-15 de 1936, que contó con un solo prototipo, dejó pequeño a todo aparato de la época. El menor pero no menos impresionante B-17 Flying Fortress había sido igual de ambicioso en su diseño, ya en 1934. De cualquier manera, las USAAF (United States Army Air Forces, Fuerzas Aéreas del Ejército de los Estados Unidos) estaban buscando un bombardero bimotor, y la propuesta del cuatrimotor de Boeing fue bien aceptada. Boeing ofreció mejorar el B-17 presurizándolo para el USAAC (United States Army Air Corps, Cuerpo Aéreo del Ejército de los Estados Unidos) en 1938, y, aunque no hubo respuesta, los ingenieros de la compañía se pusieron a trabajar en ello.
En enero de 1940, con la entrada en servicio del B-17, y a falta de un año para que el algo más grande B-24 llegase, el USAAC solicitó un bombardero mucho más grande, con suficiente alcance para operar en el Pacífico, asumiendo como inevitable la guerra con Japón. Cuatro firmas presentaron sus propuestas, aunque Douglas y Lockheed pronto se retiraron. En septiembre de 1940, Boeing y Consolidated fueron comisionadas para desarrollar el XB-29 y el XB-32 respectivamente.
El intensivo trabajo de los ingenieros de Boeing obtuvo su fruto: incluso antes de que el prototipo volase en septiembre de 1942, el USAAC ya había hecho un pedido de 1500 B-29. Doce meses después ya estaba en plena producción. Esto constituyó un hecho insólito, ya que el precio al que se le vendía al Gobierno de Estados Unidos era de un millón de dólares de la época.
Para los estándares del momento, era un avión enorme: 30 m de largo, 43 de envergadura, 32 toneladas en vacío y más de 60 cargado. Para el largo alcance, las alas de implantación media seguían las líneas marcadas por el B-24, diseñadas para facilitar el planeo. Para reducir la velocidad de aterrizaje se diseñaron unos enormes flaps. Se construyeron tres compartimentos presurizados para la tripulación: en el morro, cerca de las alas para los artilleros laterales, y uno aislado para el artillero de cola.
En lugar de usar las tradicionales y abultadas torretas de ametralladoras, Boeing empleó unas pequeñas, intercomunicadas y controladas remotamente por un ordenador analógico que compensaba la temperatura del aire y la cadencia de tiro, entre otras tareas. Aunque tuvieron muchos problemas durante el desarrollo, el sistema acabó funcionando bien y siendo efectivo en la defensa de los B-29.
La tarea de la construcción fue inmensa, llegando a participar cuatro grandes fábricas de Renton, Wichita, la planta de Bell en Marietta y la de Omaha (Nebraska) de Martin, así como cientos de subcontratistas. Por los requerimientos de su avanzado diseño, la construcción estuvo plagada de problemas. El primer prototipo se estrelló en una prueba, matando a la tripulación y al personal de tierra. Los cambios en la producción se hicieron tan habituales que, a principios de 1944, cuando los aparatos salían de la fábrica, volaban directamente a talleres donde se les incorporaban mejoras importantes. Pasó casi un año hasta de que el avión pudo ser operado con total fiabilidad.
El moderno sistema de armamento no fue el único desafío para los técnicos. Los motores de pistones Wright R-3350 evolucionaron desde peligrosos y delicados a fiables, pero de vida útil muy corta debido a su relación potencia/peso. Más problemas vinieron de los capós que Boeing había diseñado para dichos motores: demasiado cercanos a estos por requisitos del diseño, al extender los flaps se producían unas vibraciones y un ruido inaceptables.
Esta combinación hizo que los motores se calentasen tanto durante el combate que se tragaban (se sobrecalentaban las válvulas). La predisposición a incendiarse también estuvo agravada por la poco robusta aleación de magnesio de la que estaban construidos; el calor generado era, a veces, tan intenso que el larguero principal se quemaba en segundos provocando un fallo catastrófico en el ala. Este problema no se solucionó hasta que las unidades motrices fueron cambiadas por los Pratt & Whitney Wasp Major en las versiones B-29D/B-50, que llegaron demasiado tarde para la Segunda Guerra Mundial.
Los pilotos describen el vuelo del B-29, tras despegar, como una lucha por ganar altitud y velocidad, ya que los motores necesitaban mucho aire frío para no recalentarse, lo que implicaba un riesgo alto de fallo o incluso de incendio.
El B-29 es famoso por los lanzamientos de las primeras bombas nucleares. El Enola Gay lanzó la primera, Little Boy, sobre Hiroshima el 6 de agosto de 1945, y el Bockscar lanzó la segunda bomba, llamada Fat Man, sobre la ciudad de Nagasaki tres días después.
El B-29 se usó durante la Segunda Guerra Mundial solo en el Pacífico, y después en la guerra de Corea. 3790 unidades fueron construidas antes de su retirada en 1960. Los B-29 hicieron 20 000 salidas en Corea y soltaron 200 000 toneladas de bombas.
El Tupolev Tu-4 de las fuerzas aéreas de la URSS fue una copia sin licencia del B-29, revelado al mundo en agosto de 1947, basado en aparatos estadounidenses que se vieron obligados a aterrizar en territorio soviético tras realizar misiones sobre Japón.
El B-29 pronto se quedó obsoleto por la invención y desarrollo del motor de reacción. Con la llegada del Convair B-36 Peacemaker, quedó relegado a un segundo puesto de "bombardero medio" con la nueva USAF (United States Air Force, Fuerza Aérea de los Estados Unidos). Sin embargo, el posterior B-29D o B-50 fue suficientemente bueno para trabajar en tareas de rescate marítimo, contramedidas electrónicas y repostaje en vuelo.
De su primera función fue retirado a principios de los 50 por el Boeing B-47 Stratojet, al que se sumó el B-52 Stratofortress más tarde. Fue retirado completamente del servicio en junio de 1960.
En agosto de 2003, el único B-29 que queda en el mundo en condiciones de vuelo es el "Fifi". Sin embargo, en la planta de Boeing de Wichita (Kansas) se está restaurando otro B-29 llamado "Doc". También el museo de la Fuerza Aérea estadounidense está considerando restaurar el "Bockscar", sito en la vieja base aérea de Wright-Patterson, para que vuele. Además, el Instituto Smithsoniano no ha decidido si restaurar el Enola Gay para que vuele o dejarlo expuesto en su estado actual.

### Variaciones

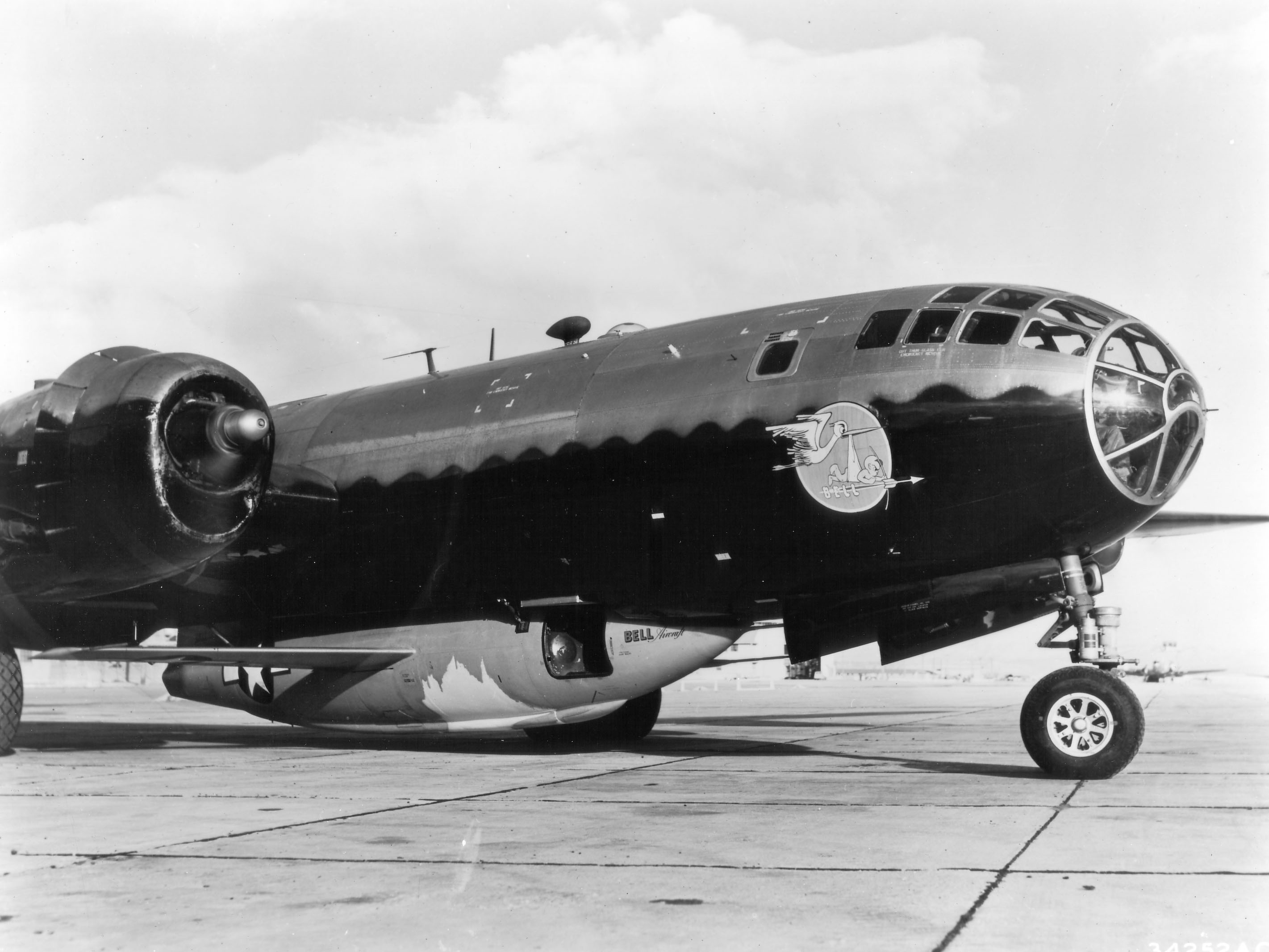
B-29 portando el Bell X-1.

El 343 Escuadrón se entrenó íntegramente con estos aviones para lanzar la bomba atómica. Para ello, se les hicieron algunas modificaciones como cambiar las compuertas de apertura eléctrica por otras de apertura hidráulica para que pudiesen cerrarse con mayor rapidez y así comenzar la maniobra evasiva que debían realizar para apartarse al menos 15 km de la explosión nuclear.
También se usaron en Corea, y fue el avión que portó el X-1, el primer avión oficialmente supersónico.
Después del fin de la guerra, varias versiones del B-29 fueron planeadas o se modificaron muchos de los aviones existentes, pero nunca llegaron a producción debido a la llegada de los bombarderos a reacción.

### Hiroshima y Nagasaki
Durante el diseño, desarrollo y entrada a servicio del B-29, se estaba llevando a cabo el diseño, desarrollo y prueba de un arma que haría que el B-29 fuera recordado como el avión que terminó la Segunda Guerra Mundial. El Proyecto Manhattan se llevó a cabo durante los años 1939 a 1946 y su objetivo era el desarrollo de la primera bomba atómica. Durante el proyecto se desarrollaron dos diferentes bombas, una que usaría uranio-235 y la otra se desarrollaría a partir del plutonio, un elemento que se produce en el laboratorio a través de un proceso de fisión. Esto demandó el esfuerzo de más de 130 000 personas bajo la dirección del Mayor Comandante Leslie Groves, del Cuerpo de Ingenieros del Ejército de los Estados Unidos. Con un coste de más de 2000 millones de dólares (26 000 millones al cambio de 2013) y con laboratorios en más de 30 sitios diferentes en los Estados Unidos, Canadá y el Reino Unido, hicieron de este proyecto un esfuerzo descomunal con los resultados que ya todos conocemos.
Para cuando la primera bomba atómica, llamada “The Gadget” explotó a las 5:30 AM del 16 de julio de 1945, ya los encargados del proyecto habían seleccionado el tipo de bombardero y sus tripulaciones para realizar los ataques sobre Japón. La suerte había recaído varios años atrás, exactamente en noviembre de 1943, sobre el bombardero B-29, avión que no había realizado para la época ninguna misión operativa y que aún estaba en proceso de producción. Este proyecto recibió el nombre en clave Silverplate, que era la realización de ciertos cambios técnicos y estructurales en el B-29, en producción, que le permitiera el transporte y lanzamiento de un arma que todavía estaba en desarrollo. Hoy en día esto puede sonar algo totalmente normal, pero para la época, el desarrollo y la unificación de dos sistemas en etapa de diseño y producción independientes era casi cosa de locos.
Los británicos deseaban que el Avro Lancaster, un bombardero ya probado y con capacidad de cargar a Thin Man (Little Boy) de 5,2 m de largo o a Fat Man de 1,5 metros de diámetro, fuese el vector de lanzamiento, pero los americanos deseaban que un avión estadounidense llevara y dejara caer sobre los blancos en Japón este nuevo desarrollo de la ingeniería estadounidense. Se pensó en modificar el B-24 Liberator para este propósito, pero el esfuerzo ya realizado por la Armada estadounidense para adaptar el Torpedo Aéreo había terminado en fracaso. Es por ello que fue escogido el B-29. Fue una apuesta por la capacidad estadounidense de hacer las cosas y llevarlas hasta el éxito.

## Variantes

### B-29A
El B-29A fue la versión mejorada del modelo de producción original del B-29. Se construyeron un total de 1119 B-29A exclusivamente por Boeing en la planta de Renton, Washington, anteriormente utilizada por la Armada de los Estados Unidos.
Las mejoras realizadas en el B-29A incluyen un mejor diseño del ala y las modificaciones defensivas. Debido a la debilidad demostrada en el morro a los ataques en combate, el número de ametralladoras en las torretas dorsales hacia delante se duplicó a cuatro. Aunque las alas de los modelos anteriores se habían fabricado con el subconjunto de dos secciones, en el B-29A se inició la tendencia a la utilización de tres. Esta construcción se realiza más fácilmente, y aumenta la fuerza de la estructura del avión. El B-29A se produjo hasta mayo de 1946, cuando el último avión se completó. Se utilizó mucho durante la guerra de Corea, pero fue eliminado rápidamente cuando los bombarderos a reacción entraron en servicio.
Los 88 B-29A suministrados a la Royal Air Force fueron denominados Washington B.Mk 1.

#### Armamento
La torreta de la parte superior fue modificada con cuatro ametralladoras de 12,7 mm para mejorar la potencia de fuego de la defensa delantera. Las cuatro ametralladoras de la torreta se instalaron inicialmente en el último modelo de los B-29 y en algunos casos adaptados en los depósitos de campaña. La torreta era estándar en todos los modelos A y comenzó con el grupo de 40 aeronaves que fueron modificadas a una forma más aerodinámica.

### B-29B
Se desmontó todo su armamento defensivo, excepto el de cola. 311 unidades fueron construidas.

### B-29C

#### Bombardero B-29 Silverplate
Se necesitaba acondicionar el B-29 para poder transportar en su bodega un ingenio balístico que todavía no tenía una forma física definida, y esto hacía que los cambios estructurales fueran un tiro al aire. Se debía lograr un avión que se acomodara a algo que aún no tenía forma.
El 29 de noviembre de 1943, representantes del Proyecto Manhattan y de las USAAF se reunieron en la Base Aérea Wright Field en Ohio, para trabajar en los detalles de cómo modificar un grupo de B-29 para cargar las bombas atómicas.
El primer Silverplate estuvo listo el 15 de enero de 1944, y un grupo de ingenieros del Proyecto Manhattan llevaron dos maquetas de tamaño real de Thin Man y Fat Man. La palabra código “Pullman” fue dada a todo este proceso, pero el nombre del avión se impondría como la palabra que representaría el proyecto de modificación del B-29. El Silverplate había nacido para la historia.

#### Características generales
Debían lograrse una serie de condiciones técnicas para que el B-29 pudiera acomodar en su interior las bombas atómicas, sin importar mucho la forma final de la bomba o las diferencias físicas entre una y otra. Entre los cambios estructurales que se realizaron para reducir el peso del avión, ampliar su autonomía, velocidad y capacidad de carga, podemos resaltar los siguientes:
- Se desmontaron todos los cañones y torretas para reducir peso al despegue.
- Se desmontó todo el blindaje, excepto el del puesto de cola, para lograr unos mayores techo de vuelo y velocidad de crucero.
- Se le adaptaron los nuevos motores Wright R-3350-41. Estaban equipados con un sistema de inyección de combustible y hélices eléctricas Curtiss de paso variable.
- Se le adaptaron refuerzos y rieles a la bodega de carga para poder soportar todo el peso de una sola bomba.
- Se le adaptó el sistema británico F y G de lanzamiento de bombas, que era un sistema doble de lanzamiento. Manual y eléctrico.
- Se le adaptó un sistema de monitoreo electrónico de la bomba durante el vuelo, cosa que se haría desde un compartimiento adaptado cerca del operador de radio.
- Se reemplazaron las cuatro puertas de 4 metros de largo de cada una de las bodegas de bombas por dos de 9 metros con apertura neumática. Cosa que permitiría abrir y cerrar las puertas de la bodega más rápidamente para las maniobras de lanzamiento y huida del sitio.
- Se adaptaron cámaras en la parte trasera del avión.

#### Desarrollo

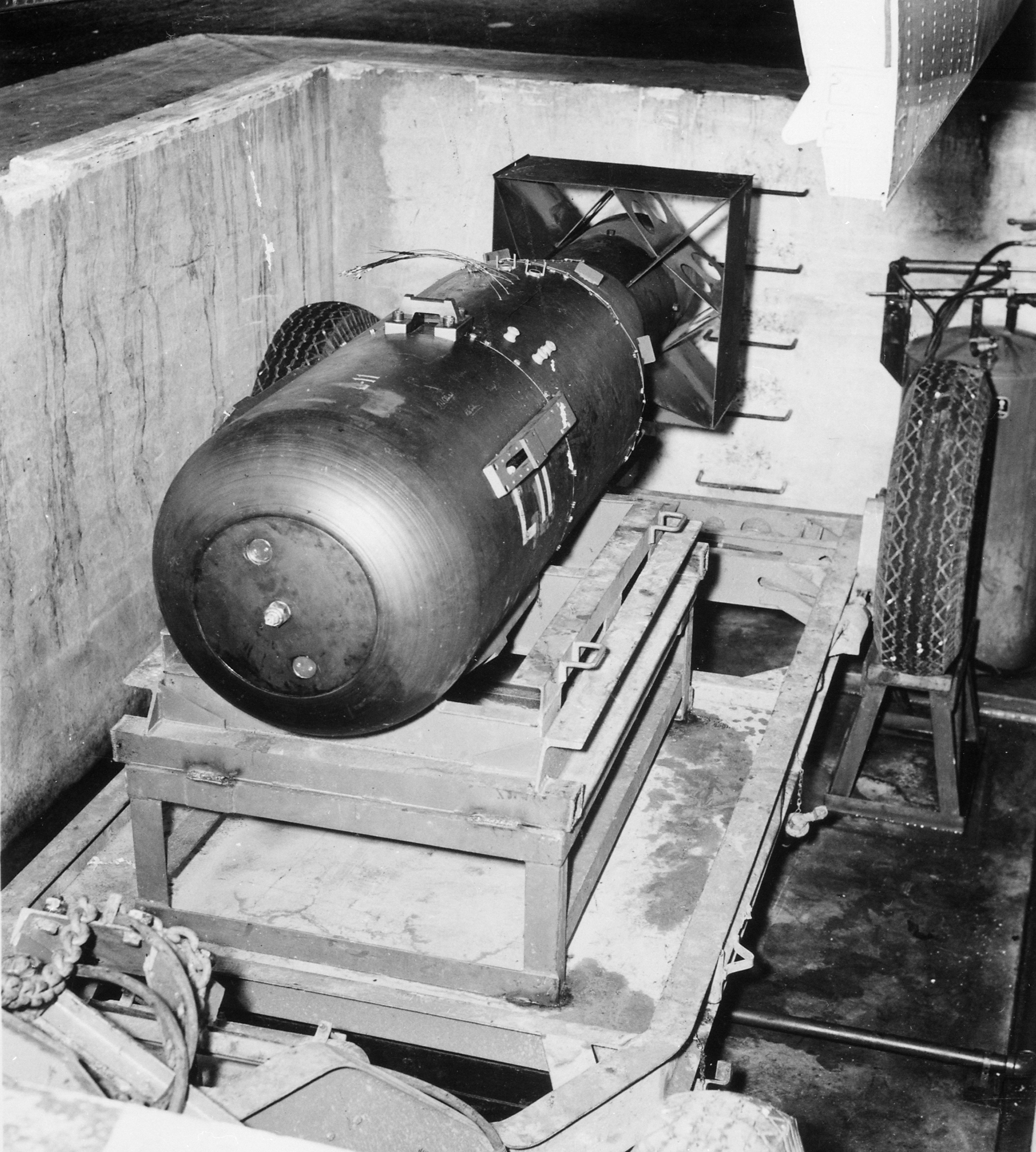
Little Boy antes de ser cargada en la bodega del Enola Gay.

Varios vuelos de prueba debieron realizarse para poder analizar si los cambios realizados al B-29 daban el margen suficiente para el transporte y posterior lanzamiento de las bombas. Estos ensayos se llevaron a cabo con tres B-29 Silverplate en Muroc, un campo de prácticas en California.
Estas prácticas también sirvieron para redefinir la silueta final de las bombas. Se realizaron 24 pruebas en donde se presentaron varios inconvenientes, como el caso del lanzamiento prematuro automático de una de las bombas que causaron daños en las compuertas de la bodega del avión. También se pudieron corregir el diseño balístico de las bombas para permitir que cayeran en el blanco elegido y no se desviaran en su caída libre y erraran el blanco.
Durante todo este periodo de pruebas se modificaron en la línea de producción 14 aviones B-29 para convertirlos en la versión Silverplate y fueron asignados al grupo de bombarderos 509, grupo creado para las pruebas y posterior lanzamiento de las bombas. Podemos decir que el 509 fue el primer Grupo de Bombarderos Nucleares de la historia. Para febrero de 1945, se ordenaron 17 Silverplate más para poder aumentar el ritmo de pruebas y entrenamiento.
Incluyendo el B-29 llamado Pullman, un total de 46 Silverplate fueron construidos durante la Segunda Guerra Mundial. Su cifra final llegaría a 65, con los aviones que se produjeron hasta el año de 1948. Los últimos ya llevaban todos los cambios realizados a los iniciales Silverplate desde la línea de producción.
Doce de estos aviones se perdieron en accidentes, incluyendo los cuatro de los llamados Bombarderos Tinian, dieciséis se enviaron a la reserva y el resto recibió cambios para realizar otras misiones una vez terminada la guerra. Solo dos aviones permanecerían en su configuración original y fueron preservados para la posteridad.
Solo 15 Silverplate fueron destinados a la isla de Tinian para la misión para la cual fueron creados. Sus nombres son:
44-27296 - Some Punkins
44-27297 - Bockscar
44-27298 - Full House
44-27299 - Next Objective
44-27300 - Strange Cargo
44-27301 - Straight Flush
44-27302 - Top Secret
44-27303 - Jabit III. Sería el encargado de lanzar el tercer ataque en caso de necesidad.
44-27304 - UP an' Atom
44-27353 - Great Artiste
44-27354 - Big Stink
44-86291 - Necessary Evil
44-86292 - Enola Gay
44-86346 - Spook
44-86347 - Laggin Dragon

## Operadores
Australia

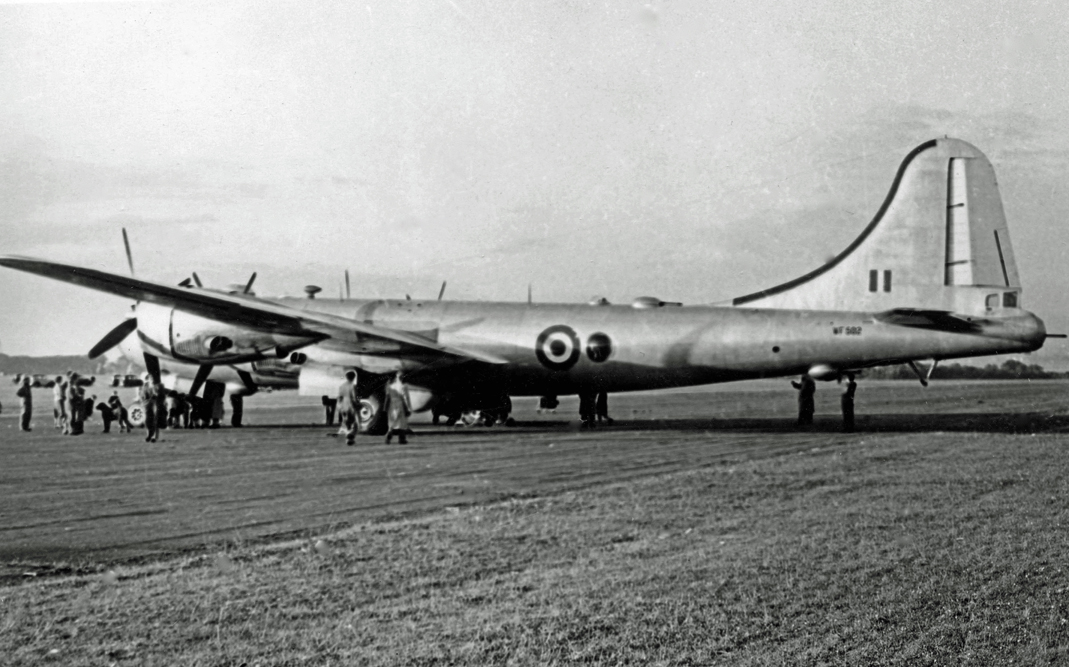
Washington B.1 de la Royal Air Force del n.º 90 Squadron RAF basados en RAF Marham.

- Real Fuerza Aérea Australiana: 2 aviones procedentes de la RAF para pruebas.

 Estados Unidos
- Fuerzas Aéreas del Ejército de los Estados Unidos (USAAF)
- Fuerza Aérea de los Estados Unidos (USAF)
- Armada de los Estados Unidos: 4 aviones procedentes de la USAF.

 Reino Unido
- Real Fuerza Aérea Británica (RAF): 88 aviones prestados por la USAF bajo la designación Washington B.Mk 1.

 Unión Soviética
- Fuerzas Aéreas Soviéticas: 3 aviones capturados a las USAAF.

## Especificaciones (B-29)
Referencia datos: Quest for Performance

### Características generales
- Tripulación: Once (comandante, piloto, ingeniero de vuelo, bombardero, navegante, operador de radio, operador de radar, 4 artilleros)
- Longitud: 30,2 m (99 ft)
- Envergadura: 43,1 m (141,3 ft)
- Altura: 8,5 m (27,7 ft)
- Superficie alar: 161,3 m² (1736,3 ft²)
- Peso vacío: 33 800 kg (74 495,2 lb)
- Peso cargado: 54 000 kg (119 016 lb)
- Peso máximo al despegue: 60 560 kg (más de 61 235 kg en carga de combate)
- Planta motriz: 4× motor radial sobrealimentado de 18 cilindros y refrigerado por aire Wright R-3350-23 y 23A Duplex-Cyclone.
  - Potencia: 1640 kW (2261 HP; 2230 CV) cada uno.

### Rendimiento
- Velocidad máxima operativa (Vno): 574 km/h (357 MPH; 310 kt)
- Velocidad crucero (Vc): 350 km/h (217 MPH; 189 kt)
- Velocidad de entrada en pérdida (Vs): 170 km/h (106 MPH; 92 kt)
- Alcance: 5230 km (2824 nmi; 3250 mi)
- Alcance en ferry: 9000 km (récord de 12 740 km)
- Techo de vuelo: 9710 m (31 857 ft)
- Régimen de ascenso: 4,6 m/s (906 ft/min)
- Carga alar: 337 kg/m² (69 lb/ft²)
- Potencia/peso: 121 W/kg

### Armamento
- Ametralladoras: 

  - 8x o 10× Browning M2/AN de 12,7 mm en torretas con control remoto[4] (omitidas en los B-29 del programa Silverplate)
  - 2× Browning M2/AN de 12,7 mm y 1× cañón automático M2 de 20 mm en el puesto de cola (el cañón automático fue retirado más tarde). Para el B-29B-BW, todo el armamento y equipo de puntería fue retirado, excepto el del puesto de cola, inicialmente 2x M2/AN de 12,7 mm y 1x cañón automático M2 de 20 mm, más tarde 2x M2/AN de 12,7 mm con radar de puntería APG-15 como estándar.
- Bombas: 

  - 9000 kg (estándar), 15 000 kg (máximo)

## Aeronaves relacionadas

### Desarrollos relacionados
- Aero Spacelines Pregnant Guppy
- Aero Spacelines Super Guppy
- Aero Spacelines Mini Guppy
- Boeing 377 Stratocruiser
- Boeing B-50 Superfortress
- Boeing C-97 Stratofreighter
- Boeing KB-29 Superfortress
- Boeing XB-39 Superfortress
- Consolidated B-32 Dominator
- Tupolev Tu-4

### Aeronaves similares
- Amerika Bomber
- Heinkel He 277
- Junkers Ju 390
- Messerschmitt Me 264
- Consolidated B-32 Dominator
- Douglas XB-31
- Lockheed XB-30
- Avro Lancaster
- Victory Bomber

### Secuencias de designación
- Secuencia Numérica (interna de Boeing): ← 314 - 316 - 344 - 345 - 367 - 367-80 - 377 →
- Secuencia NA-_ (interna de North American): ← NA-89 - NA-90 - NA-91 - NA-92 - NA-93 - NA-94 - NA-95 -- NA-129 - NA-130 - NA-131 - NA-134 - NA-135 →
- Secuencia B-_ (Bombarderos del USAAC/USAAF/USAF, 1926-1962): ← B-26 - B-27 - B-28 - B-29 - B-30 - B-31 - B-32 →
- Secuencia F-_ (Aviones de Reconocimiento del USAAC/USAAF/USAF (Prefijo F-), 1930-1948): ← F-10 - F-11 - F-12 - F-13 - F-14 - F-15
- Secuencia P_B (Aviones de Patrulla de la Armada estadounidense, 1922-1962 (Boeing, 1923-1962)): XPB - PB - P2B - P3B